# Йония
Йония (на Древногръцки Ἰωνία или Ἰωνίη) е антична област на централния малоазийски бряг на Егейско море. Днес е в съвременна Турция, в непосредствена близост до Измир (старо име Смирна). Областта е обхващала най-северните територии на Йонийската лига от елински селища. Никога не е била обединена държава; приема името на йонийското племе, мигрирало по тези земи през Архаическия период. Йонийските древногръцки полиси се характеризират с традициите и езика от групата на източно гръцките диалекти.
Йония заема тясна крайбрежна ивица, простираща се от Фокея на север в близост до устието на река Хермус (днес Гедиз), до град Милет на юг (при устието на река Меандър) и включва островите Хиос и Самос. На север граничи с Еолия, на изток с Лидия, на юг с Кария, а през Егейско море на запад – с континентална Гърция. Градовете в този район са в центъра на постоянни конфликти между Персия и Древна Гърция.
Градовете на йонийското крайбрежие са основани от древни гърци: търговци, мореплаватели и авантюристи, но митологията, чрез легендите на йонийците, ги свързва с митични герои от Атика, например Нелей и Андрокъл, син на Кодър, последният цар на Атина. По-късните хронисти и историците отнасят периода на колонизация или „Йонийската миграция“ към периода сто и четиридесет години след Троянската война, или шейсет години след завръщането на Хераклидите в Пелопонес.

## География

### Физическа
Йония се простира само на 140 км на дължина от юг на север и ширина, варираща от 65 до 100 км (средно 75 – 80 км). Към тази опростена форма трябва да се прибави и полуостров Мимас (Карабурун), заедно с още двата прилежащи острова. Бреговата линия е толкова начупена, че дължината на крайбрежието е 4 пъти по-голяма от хордата от север на юг и съответно пътуването по морския бряг отнема средно 4 – 5 пъти повече време, отколкото по море или ако се мине напряко във вътрешността. Освен това брегът в голяма част от областта е насечен от планини. Най-високи измежду тях са планините Мимас и Корик върху западния полуостров, обърнат към остров Хиос; планината Сипил, северно от Смирна (Измир); Коракс, издължавайки се на югозапад от Измирския залив и спускайки се към морето между Лебедос и Теос; и най-накрая – силно изпъкналият релеф на Микале, продължение на Месогисин от вътрешността. Тези планини формират стабилното планинско било Троглий (или Микале), обърнато към Самос и Хиос.
Нито една от тези планини не се издига на повече от 1200 м. Регионът е надарен с богата почва в трите плодородни долини, образувани по теченията на три големи малоазийски реки, едни от на-значителните в Мала Азия: (1) първата река е Хермус вливаща се в северната част на Измирския залив, още по-северно от Измир; (2) втората е Кастер, която мие стените на Ефес; и (3)третата е Меандър, която в античността е вливала водите си в дълбок залив, на чиито брегове е бил издигната град Милет, но постепенно наносите на реката са го запълнили. Поради прекрасния си средиземноморски климат, Йония имала в древността славата на най-плодородната и богата провинция на Мала Азия.

### Политическа география
Позицията на Йония ѝ е давала както преимущества, така и недостатъци. Йония винаги е била мореплавателна сила, основана от хора търговци и мореплаватели през време на мир или пирати в моменти на политическа нестабилност. Скалистият бряг и ограничената по територия орна земя, както и отдалечените от брега полета и пасища в рифтовите долини предопределили икономическата и политическа съдба на Йония. Местните йонийци се придържали към вътрешността и залесените ѝ сенчести пасища по склоновете на планините. Крайбрежните градове били разположени по островите или на планински възвишения, контролиращи пътищата през вътрешността на долините. Много от заселниците по долините не били от същата народност като йонийците. Градовете били много-национални и обединявали различни култури от много цивилизации на източното средиземноморие, което допринесло за развитието на културата и възможността на това общество от хора да допринесат за разцвета на цивилизацията в световен мащаб. От друга страна, бидейки отделена от родината посредством Егейско море, Йония рядко се надявала на помощ оттам. Много завоеватели покорявали страната след безуспешните ѝ опити да се съхрани независима.

## Демография
От късната бронзова епоха няма сведения за народи, наречени йонийци, но в документи на хетите се говори за Ахияуайци от Мала Азия, които поддържали търговски контакти с тях. Милет и/или някои от другите древногръцки колонии най-вероятно е бил населен от ахейски колонисти, вероятно познати и под двете имена (ахейци и йонийци) още в Ахея. При отсъствието на директни археологически доказателства за някакво прекъсване на нишката между заселниците на Милет и Ахея изглежда, че колонистите в Йония са дошли от Ахея, като не се изключва възможността да има и атинянска колонизация.
Херодот изразява доза нетърпение по отношение на народностните схващания на сънародниците си по отношение на Йония: „...защото е върхът на глупостта да се твърди, че едни са повече йонийци от другите, или по какъвто и да е начин от по-горен произход...“ Той изброява и други етнически групи, заселили се в Йония: абанти от Евбея, миняни от Орхомен, кадмийци, дриопяни, фокийци, молосяни, аракдски пеласгийци, дорийци от Епидавър и други. Присъствието на дорийци е противоречиво, но и самият Херодот, един от важните писатели, пишещи на йонийски диалект, е от дорийския град Халикарнас.
След първоначалните трудности в своето развитие през VIII в. пр.н.е. йонийските полиси вече процъфтявали.
Херодот изброява дванадесет: Милет, Миус, Приен, Ефес, Колофон, Лебедос, Теос, Еритрея, Клазомена и Фокея, заедно със Самос и Хиос. Смирна, първоначално еолска колония, е окупирана по-късно от йонийците от Колофон, което се случило преди времето на Херодот.
Свързани от сроден език и религия, като и с общия култ към Посейдон, когото почитали в общойонийското светилище Панйонион на нос Микале, йонийците имат здрава социална организация. Независимо от това дали били групирани, или не около владетел, основна движеща сила в полисите е аристокрацията на големите поземлени собственици, държащи в ръцете си фактическата власт. Именно в дворците на тези йонийски благородници били рецитирани за пръв път Илиада и Одисея на Омир.

## История
От 18 в. пр.н.е. регионът е част от Хетската империя с възможно наименование „Arzawa“. Най-важният град в района по време на хетите е Милет (наричан от тях Millawanda/Milawata). С падането на хетското царство през 12 в. пр.н.е. Йония е заселена от гърци, вероятно през 11 в. пр.н.е. в промеждутъка от време преди укрепването на последната анадолска държава Лидия, която просъществува за кратко преди засилването на персите. Основно по крайбрежието са основани дванадесет града. За няколко столетия Йония се развива като средище на култура и основно философия. Тук е родината на Талес, Анаксимандър, Анаксимен и Хераклит. Те формират йонийската философска школа и се опитват да обяснят света без да прибягват до божествена намеса. Търсят материалните причини за това, което наблюдават и така оказват силно влияние върху изкуството от архаичния период.

### Заселване от гърците
Към края на 13 век пр.н.е., племената от района на Егейско море, започнали да се преселват към все по-далечни земи. Египтяните наричали тези племена морски хора. Сред преселниците вероятно има микенски гърци. Те се заселват по бреговете на Мала Азия често по покана на местните жители, чиято цел е да намалят пиратските набези и така да подсигурят търговските си кораби и морското движение. Със западането на властта на хетите районът се озовава в политически вакуум, представляващ шепа крайбрежни градове-държави едва успяващи да подсигурят собствената си защита.
Йонийците са прогонени от Пелопонес от дорийците и търсят закрилата на Атина. Атинските царе решават да облекчат пренаселеността на земите си като започват заселване на йонийците от Пелопонес по крайбрежието на Кария.
Не само йонийците стигнали до такива колонизаторски решения. Еолците от Беотия едновременно с това се заселили по крайбрежието на Лидия, а новодошлите дорийци отишли в Крит и островите по крайбрежието на Ликия. Гърците нахлули в земите на лувийците по малоазиатския бряг през 10 век пр.н.е. Нашествието било насилствено и заселниците не били добре дошли.
Павзаний дава кратко описание на това преселение. Първото селище, което се оказва под атаките на гърците е Милет. След това йонийците насочват вниманието си към съседните градове Ефес, Приен и остров Самос. Обединявайки се с еолийците, основават Миус. Град Колофон вече е в ръцете на еолийците, които се заселват там по време на микенската експанзия. Йонийците и еолийците се заклеват в съюз и превземат град Лебед от карийците и увеличават еолийското население на Теос. Те се заселват в Хиос, превземат Еритрея. Клазомена и Фокия се заселват от жителите на Колофон. Малко след това еолийците превземат Смирна.

### Под чужда власт
През 6 в. пр.н.е. Йония попада отначало под властта на Лидия, а след това на Персия на Ахеменидите.
При царуването на лидийския цар Крез Лидия завладява всички градове на Йония и Еолия, т.е. цялата западна част на Мала Азия. Според Херодот под властта на лидийците са фригийци, траки, витини, кари, йонийци, дорийци, еолийци и други народи. Завладените градове трябвало да му плащат данъци и да попълват войската. Крёз предоставя на гърците правото да управляват вътрешните си дела и изисквал само да признават върховната му власт. Ионийците виждат изгодата и се примиряват със загубата на независимост. Дори се възползват от положението и през първата половина на VI в. пр.н.е. Йония преживява период на разцвет. Разпространението на обикновената йонийска керамика, която служела за амбалаж на произведенията за износ, свидетелствува за това: тя се среща навсякъде – в Етрурия, в Прованс, в Испания, в Навкратис и в колониите по Черно море. Едновременно с това Йония преживява и културен подем; докато в Ефес бил издигнат огромният храм на Артемида, живеят и творят първите мислители като Талес от Милет, предсказал слънчево затъмнение през 585 г. пр.н.е., и Анаксимандър, автор на първото познато ни гръцко произведение в проза (546 г. пр.н.е.).
През 546 година пр.н.е. Крез е свален от трона от персийския цар Кир II, който на свой ред настъпва срещу йонийските градове, за да ги включи в границите на Персия. Милет успява да сключи съюз с Кир, а останалите градове започват да се подчиняват един след друг: първо Приен в долината на река Меандър, след това град Магнезия. След като персийският пълководец Мазар умира, на негово място е назначен мидиецът Харпах, който използва новаторска тактика срещу крепостните стени – издига високи насипи и после ги превзема с щурм. Жителите на Фокея, втори по големина след Милет, не искат да се подчинят на персите и бягат с кораби – първо на остров Кирн, а после в Италия в град Регий, където основават колония. Примера им следват и жителите на град Теос, които го напускат и се преселват в Абдера в Тракия. Останалите градове на Йония се опитват да окажат съпротива, но претърпяват поражение и са покорени. Йонийците по островите, страхувайки се от подобна участ, доброволно се подчиняват на Кир и така Йония става част от персийска сатрапия. Нуждаейки се от гърците като наемни войници (както и от техните кораби), Кир запазва условията, при които гърците са се намирали под властта на Крез.
Персите нямат интерес да разрушават икономиките на покорените градове, напротив – те очакват да им се плащат данъци. Затова те оставят на места гръцки управители – тирани.
През 499 г. пр.н.е. избухва Йонийското въстание против персите, послужило за начало на гръко-персийските войни. Инициатор на въстанието е тиранът на Милет Аристагор, който е елин. В началото въстанието има успех – въстаниците успяват да завладеят един от най-важните градове – Сарди – и да го опожарят . В крайна сметка обаче персите напълно потушават бунта.
Йонийците вземат активно участие в гръко-персийските войни, но ту на страната на персите (под чието управление се намират) в периода 480 – 479 г. пр.н.е., ту срещу тях – след постигането на надмощие от страна на гърците. След поражението на Персия възвръщат независимостта си и помагат при основаването на Делоския съюз. Към края на 5 век пр.н.е. заедно с останалите членове на съюз попадат под контрола на Атина. За известен период от време в последните стадии на Пелопонеските войни се засилва влиянието на Спарта (413 – 404 г. пр.н.е.), но през 387 г. пр.н.е тя отстъпва и след това Йония отново се връща в ръцете на персите.
Йония е номинално независима отново между 334 и 301 г. пр.н.е., отначало под управлението на Александър Велики, а след това на Антигон I Монофталм, след което става част от царствата на Селевкидите и Аталидите.
През 133 г. пр.н.е. Йония е завоювана от римляните и става част от римската провинция Азия. По римско време основните градове на Йония преживяват разцвет, което личи от археологическите находки. Ефес, Милет, Смирна и Хиос са сред най-красивите градове на римляните и продължават да просперират и по време на византийците.